# Báo gấm Sunda
Báo gấm Sunda hay báo mây Sunda (Neofelis diardi) (tiếng Anh: Sunda Clouded Leopard) là một loài thuộc Họ Mèo có kích thước trung bình, sinh sống ở đảo Borneo và Sumatra. Năm 2015, IUCN đánh giá loài này là loài sắp nguy cấp với số lượng nghi ngờ ít hơn 10.000 cá thể trưởng thành sinh sống ngoài hoang dã, và đang có xu hướng sụt giảm số lượng. Trên cả hai đảo Sunda, chúng bị đe dọa bởi nạn phá rừng.
Vào năm 2006, chúng được công nhận là một loài riêng biệt, khác với loài báo gấm (Neofelis nebulosa) ở đất liền Đông Nam Á. Lông của chúng tối hơn với các điểm "hoa đám mây" nhỏ hơn. Chúng còn được gọi là báo gấm Indonesia, báo gấm Sundaland, báo gấm Enkuli, báo gấm Diard, và mèo Diard.
Báo gấm Sunda là loài mèo lớn nhất ở Borneo với thân hình chắc nịch, nặng khoảng 12–25 kg. Răng nanh rất dài so với kích thước của nó, khoảng 5 cm. Chúng phân bố giới hạn trên các đảo của Indonesia, Borneo và Sumatra. Ở Borneo, chúng sống trong các khu rừng mưa nhiệt đới thấp, ở độ cao dưới 1.500 m. Ở Sumatra, chúng dường như xuất hiện nhiều hơn ở các khu vực đồi núi. Không rõ liệu chúng có sống trên quần đảo Batu gần Sumatra hay không.